# Città di Vicenza e le ville palladiane del Veneto
Città di Vicenza e le ville palladiane del Veneto è un sito in Italia riconosciuto patrimonio dell'umanità dall'UNESCO.
Include numerosi edifici, a Vicenza e altrove in Veneto, progettati nel '500 dall'architetto Andrea Palladio, nel caratteristico stile che in seguito prese il nome di palladianesimo.

## Il sito UNESCO
Originariamente denominato "Vicenza, città del Palladio", il sito UNESCO fu riconosciuto nel 1994 ed era inizialmente limitato al comune di Vicenza, con 23 edifici nel centro storico e le tre ville palladiane (Villa Trissino, Villa Gazzotti Grimani, Villa Capra detta la Rotonda) nel suburbio.
Nel 1996 passò alla denominazione e superficie attuali giungendo a includere altre 21 ville palladiane, sparse in tutto il Veneto, per un totale di 25 componenti.

## Descrizione

### Vicenza
Il sito UNESCO è esteso all'intero centro storico di Vicenza, con i suoi 23 beni palladiani.
| Nome                                            | Immagine | Superficie in ettari          |
| ----------------------------------------------- | -------- | ----------------------------- |
| Arco delle Scalette                             |          | 218 ha zona tampone 101,87 ha |
| Basilica Palladiana                             |          | 218 ha zona tampone 101,87 ha |
| Teatro Olimpico                                 |          | 218 ha zona tampone 101,87 ha |
| Palazzo Chiericati                              |          | 218 ha zona tampone 101,87 ha |
| Palazzo del Capitaniato                         |          | 218 ha zona tampone 101,87 ha |
| Palazzo Porto                                   |          | 218 ha zona tampone 101,87 ha |
| Palazzo Thiene Bonin Longare                    |          | 218 ha zona tampone 101,87 ha |
| Palazzo Thiene                                  |          | 218 ha zona tampone 101,87 ha |
| Palazzo Valmarana                               |          | 218 ha zona tampone 101,87 ha |
| Palazzo Barbaran da Porto                       |          | 218 ha zona tampone 101,87 ha |
| Palazzetto Capra sul Corso                      | —        | 218 ha zona tampone 101,87 ha |
| Palazzo Civena                                  |          | 218 ha zona tampone 101,87 ha |
| Casa Cogollo                                    |          | 218 ha zona tampone 101,87 ha |
| Palazzo da Monte Migliorini                     |          | 218 ha zona tampone 101,87 ha |
| Palazzo Garzadori                               |          | 218 ha zona tampone 101,87 ha |
| Palazzo Pojana                                  |          | 218 ha zona tampone 101,87 ha |
| Palazzo Porto in piazza Castello                |          | 218 ha zona tampone 101,87 ha |
| Palazzo Schio                                   |          | 218 ha zona tampone 101,87 ha |
| Loggia Valmarana                                |          | 218 ha zona tampone 101,87 ha |
| Cattedrale - Cupola                             |          | 218 ha zona tampone 101,87 ha |
| Cattedrale - Portale nord                       |          | 218 ha zona tampone 101,87 ha |
| Santa Maria Nova                                |          | 218 ha zona tampone 101,87 ha |
| Cappella Valmarana nella chiesa di Santa Corona |          | 218 ha zona tampone 101,87 ha |

### Ville palladiane
Oltre alle prime tre ville, ubicate in territorio comunale di Vicenza e riconosciute già nel 1994, il sito fu esteso nel 1996 ad altri 21 complessi palladiani nel resto del Veneto.
| Codice UNESCO | Nome                               | Comune                   | Provincia | Immagine | Coordinate            | Superficie in ettari |
| ------------- | ---------------------------------- | ------------------------ | --------- | -------- | --------------------- | -------------------- |
| 712-002       | Villa Trissino                     | Vicenza                  | Vicenza   |          | 45°33′55″N 11°32′49″E | 13,0 ha              |
| 712-003       | Villa Gazzotti Grimani             | Vicenza                  | Vicenza   |          | 45°33′13″N 11°34′30″E | 0,90 ha              |
| 712-004       | Villa Almerico Capra, «La Rotonda» | Vicenza                  | Vicenza   |          | 45°31′54″N 11°33′36″E | 9,00 ha              |
| 712-005       | Villa Angarano                     | Bassano del Grappa       | Vicenza   |          | 45°46′50″N 11°43′25″E | 3,58 ha              |
| 712-006       | Villa Caldogno                     | Caldogno                 | Vicenza   |          | 45°36′26″N 11°30′24″E | 2,77 ha              |
| 712-007       | Villa Chiericati                   | Grumolo delle Abbadesse  | Vicenza   |          | 45°30′16″N 11°39′12″E | 11,75 ha             |
| 712-008       | Villa Forni Cerato                 | Montecchio Precalcino    | Vicenza   |          | 45°39′11″N 11°33′40″E | 2,23 ha              |
| 712-009       | Villa Godi                         | Lonedo di Lugo Vicentino | Vicenza   |          | 45°44′44″N 11°31′43″E | 4,66 ha              |
| 712-010       | Villa Pisani                       | Bagnolo di Lonigo        | Vicenza   |          | 45°21′31″N 11°22′10″E | 1,60 ha              |
| 712-011       | Villa Poiana                       | Poiana Maggiore          | Vicenza   |          | 45°16′54″N 11°30′03″E | 6,14 ha              |
| 712-012       | Villa Saraceno                     | Agugliaro                | Vicenza   |          | 45°18′38″N 11°35′12″E | 0,59 ha              |
| 712-013       | Villa Thiene                       | Quinto Vicentino         | Vicenza   |          | 45°34′22″N 11°37′47″E | 0,38 ha              |
| 712-014       | Villa Trissino                     | Sarego                   | Vicenza   |          | 45°25′42″N 11°24′49″E | 3,78 ha              |
| 712-015       | Villa Valmarana                    | Bolzano Vicentino        | Vicenza   |          | 45°35′01″N 11°36′41″E | 4,34 ha              |
| 712-016       | Villa Valmarana                    | Monticello Conte Otto    | Vicenza   |          | 45°34′58″N 11°35′40″E | 3,29 ha              |
| 712-017       | Villa Badoer, «La Badoera»         | Fratta Polesine          | Rovigo    |          | 45°01′48″N 11°38′46″E | 1,41 ha              |
| 712-018       | Villa Barbaro                      | Maser                    | Treviso   |          | 45°48′20″N 11°58′48″E | 6,57 ha              |
| 712-019       | Villa Emo                          | Vedelago                 | Treviso   |          | 45°42′43″N 11°59′23″E | 14,54 ha             |
| 712-020       | Villa Zeno                         | Cessalto                 | Treviso   |          | 45°42′11″N 12°38′20″E | 7,71 ha              |
| 712-021       | Villa Foscari, «La Malcontenta»    | Mira                     | Venezia   |          | 45°26′07″N 12°12′01″E | 5,87 ha              |
| 712-022       | Villa Pisani                       | Montagnana               | Padova    |          | 45°13′37″N 11°28′07″E | 0,21 ha              |
| 712-023       | Villa Cornaro                      | Piombino Dese            | Padova    |          | 45°36′14″N 11°59′57″E | 7,44 ha              |
| 712-024       | Villa Serego                       | San Pietro in Cariano    | Verona    |          | 45°29′58″N 10°55′32″E | 2,78 ha              |
| 712-025       | Villa Piovene                      | Lugo Vicentino           | Vicenza   |          | 45°44′48″N 11°31′36″E | 1,33 ha              |